# Natalja Wladimirowna Starowa
Natalja Wladimirowna Starowa (russisch Наталья Владимировна Старова; * 15. August 1923 im Dorf Poljana, Oblast Belgorod; † 2004 in Ufa) war eine sowjetisch-russische Genetikerin und Hochschullehrerin.

## Leben
Starowa arbeitete nach Beginn des Deutsch-Sowjetischen Kriegs 1941–1942 in einer Schule in Karaganda und dann zwei Jahre lang als Pionierkompanieführerin eines Kinderheims. Darauf studierte sie an dem 1944 aus der Evakuierung zurückgekehrten Charkower Landwirtschaftsinstitut mit Abschluss 1948 (seit 1991 Nationale Charkiwer Dokutschajew-Agraruniversität).
1951 wurde Starowa Wissenschaftliche Mitarbeiterin der Forstversuchsstation Stepnoje. Nach Veröffentlichung des Buches über ihre von Sergei Sergejewitsch Pjatnizki betreuten Arbeit über die Methodik der Züchtung von Pappeln wurde sie zur Kandidatin der Agrarwissenschaften promoviert.
1965 wechselte Starowa in das Ukrainische Forschungsinstitut für Forstwirtschaft und Wald-Melioration in Charkow. 1974 wurde sie zur Doktorin der biologischen Wissenschaften promoviert, nachdem sie 1971 ihre Dissertation über die biologischen Grundlagen der Züchtung von Pappeln verteidigt hatte.
1983 wurde Starowa in Ufa Leiterin des Laboratoriums der Abteilung für Biochemie und Zytochemie der Baschkirischen Filiale der Akademie der Wissenschaften der UdSSR  (AN-SSSR, seit 1991 Russische Akademie der Wissenschaften (RAN)) und 1988 Vizedirektorin des Instituts für Biologie  des Baschkirischen Wissenschaftszentrums der Ural-Abteilung der AN-SSSR sowie Leiterin des Botanischen Gartens. Sie betreute 16 Kandidat-Dissertationen und 4 Doktor-Dissertationen. 1990 wurde sie zur Professorin ernannt. Ab 1991 war sie kommissarische Direktorin (bis 1998). Sie blieb Wissenschaftliche Chefmitarbeiterin des Botanischen Gartens.
Starowas Forschungsgebiete waren die Züchtung von Waldbaumpflanzen, die Wald-Populationsgenetik und die Ökologische Genetik. Sie züchtete neue Pappeln- und Weiden-Arten. Sie erklärte die Gesetzmäßigkeiten der Vererbung einiger Charakteristika von Holzpflanzen. Sie entwickelte ein klonbiologisches Modell des Heterosis-Effekts.

## Ehrungen, Preise
- Verdiente Wissenschaftlerin der Republik Baschkortostan (1993)
- Ehrenmitglied der Akademie der Wissenschaften der Republik Baschkortostan (1995)[1]